# Krasnohorivka
Krasnohorivka (ukrainsk: Красногорівка, russisk: Красногоровка}) er en by i Donetsk oblast (provins) i Ukraine.
Byen har en befolkning på omkring 14.917 (2021) (16.714 i 2001).

## Historie
Byen blev grundlagt i første halvdel af det 19. århundrede af indvandrere fra de ukrainske landsbyer i Poltava guvernementet og Kharkov guvernementet.
Fra midten af april 2014 indtog pro-russiske separatister flere byer i Donetsk Oblast; herunder Krasnohorivka. Den 1. august 2014 havde ukrainske styrker sikret byen fra prorussiske separatister. Byen kom derefter til at ligge tæt på frontlinjen med den separatistkontrollerede by Donetsk.